# Mistrzostwa Świata w Wioślarstwie 2009 – dwójka ze sternikiem mężczyzn
Dwójka ze sternikiem mężczyzn (M2+) – konkurencja rozgrywana podczas Mistrzostw Świata w Wioślarstwie 2009 w Poznaniu między 23 a 30 sierpnia na Torze Regatowym Malta.

## Harmonogram konkurencji
Wszystkie godziny w czasie letnim (UTC+2)
| Godzina                     | Wydarzenie  | Runda      |
| --------------------------- | ----------- | ---------- |
| Niedziela, 23 sierpnia 2009 | 9:42-9:54   | Eliminacje |
| Wtorek, 25 sierpnia 2009    | 11:06-11:12 | Repasaże   |
| Niedziela, 30 sierpnia 2009 | 9:48-9:54   | Finał A    |

## Medaliści
| Złoto                                                               | Srebro                                                       | Brąz                                                   |
| Stany Zjednoczone · Troy Kepper · Henrik Rummel · Marcus McElhenney | Czechy · Jakub Makovička · Václav Chalupa · Oldřich Hejdušek | Niemcy · Florian Eichner · Philipp Naruhn · Tim Berent |

## Wyniki

### Eliminacje
Reguła kwalifikacji: 1 → FA, 2.. → R

#### Eliminacje 1
| Miejsce | Zawodnik                                             | Kraj    | Czas    | Uwagi |
| ------- | ---------------------------------------------------- | ------- | ------- | ----- |
| 1       | Jakub Makovička Václav Chalupa Oldřich Hejdušek      | Czechy  | 7:06,34 | FA    |
| 2       | Andrea Tranquilli Giuseppe de Vita Vincenzo di Palma | Włochy  | 7:09,38 | R     |
| 3       | Jan Tize Conlin McCabe Mark Laidlaw                  | Kanada  | 7:10,62 | R     |
| 4       | Iwan Bałandin Mykoła Bałandin Ołeksandr Konowaluk    | Ukraina | 7:38,75 | R     |

#### Eliminacje 2
| Miejsce | Zawodnik                                       | Kraj              | Czas    | Uwagi |
| ------- | ---------------------------------------------- | ----------------- | ------- | ----- |
| 1       | Troy Kepper Henrik Rummel Marcus McElhenney    | Stany Zjednoczone | 7:04,25 | FA    |
| 2       | Sébastien Lenté Benjamin Lang Benjamin Manceau | Francja           | 7:05,16 | R     |
| 3       | Florian Eichner Philipp Naruhn Tim Berent      | Niemcy            | 7:12,53 | R     |

### Repasaże
Reguła kwalifikacji: 1-4 → FA
| Miejsce | Zawodnik                                             | Kraj    | Czas    | Uwagi |
| ------- | ---------------------------------------------------- | ------- | ------- | ----- |
| 1       | Sébastien Lenté Benjamin Lang Benjamin Manceau       | Francja | 7:32,65 | FA    |
| 2       | Florian Eichner Philipp Naruhn Tim Berent            | Niemcy  | 7:33,28 | FA    |
| 3       | Jan Tize Conlin McCabe Mark Laidlaw                  | Kanada  | 7:33,77 |       |
| 4       | Andrea Tranquilli Giuseppe de Vita Vincenzo di Palma | Włochy  | 7:47,39 |       |
| 5       | Iwan Bałandin Ołeh Łykow Ołeksandr Konowaluk         | Ukraina | 8:12,59 |       |

### Finał A
| Miejsce | Zawodnik                                             | Kraj              | Czas    | Uwagi |
| ------- | ---------------------------------------------------- | ----------------- | ------- | ----- |
|         | Troy Kepper Henrik Rummel Marcus McElhenney          | Stany Zjednoczone | 6:53,58 |       |
|         | Jakub Makovička Václav Chalupa Oldřich Hejdušek      | Czechy            | 6:54,58 |       |
|         | Florian Eichner Philipp Naruhn Tim Berent            | Niemcy            | 6:55,44 |       |
| 4       | Jan Tize Conlin McCabe Mark Laidlaw                  | Kanada            | 6:57,55 |       |
| 5       | Sébastien Lenté Benjamin Lang Benjamin Manceau       | Francja           | 6:57,84 |       |
| 6       | Andrea Tranquilli Giuseppe de Vita Vincenzo di Palma | Włochy            | 6:57,90 |       |